# Gian Girolamo Grandi

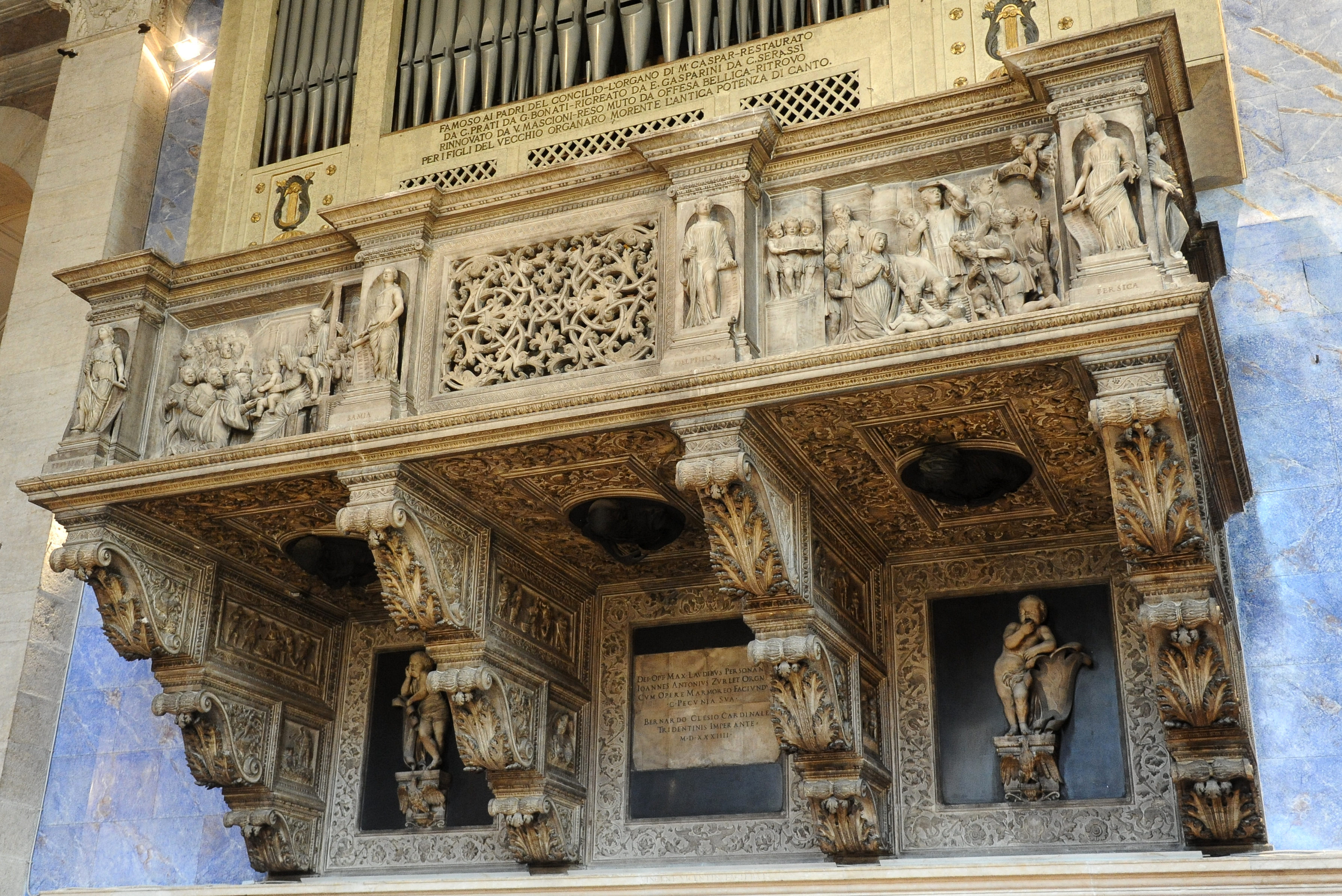
Cantoria nella Chiesa di Santa Maria Maggiore a Trento

Gian Girolamo Grandi (Padova, 1508 – Padova, 1560) è stato uno scultore italiano. Nipote di Vincenzo Grandi, facevano parte di un'importante famiglia di lapicidi attivi nel Nord Italia a partire dal 1422.

## Biografia

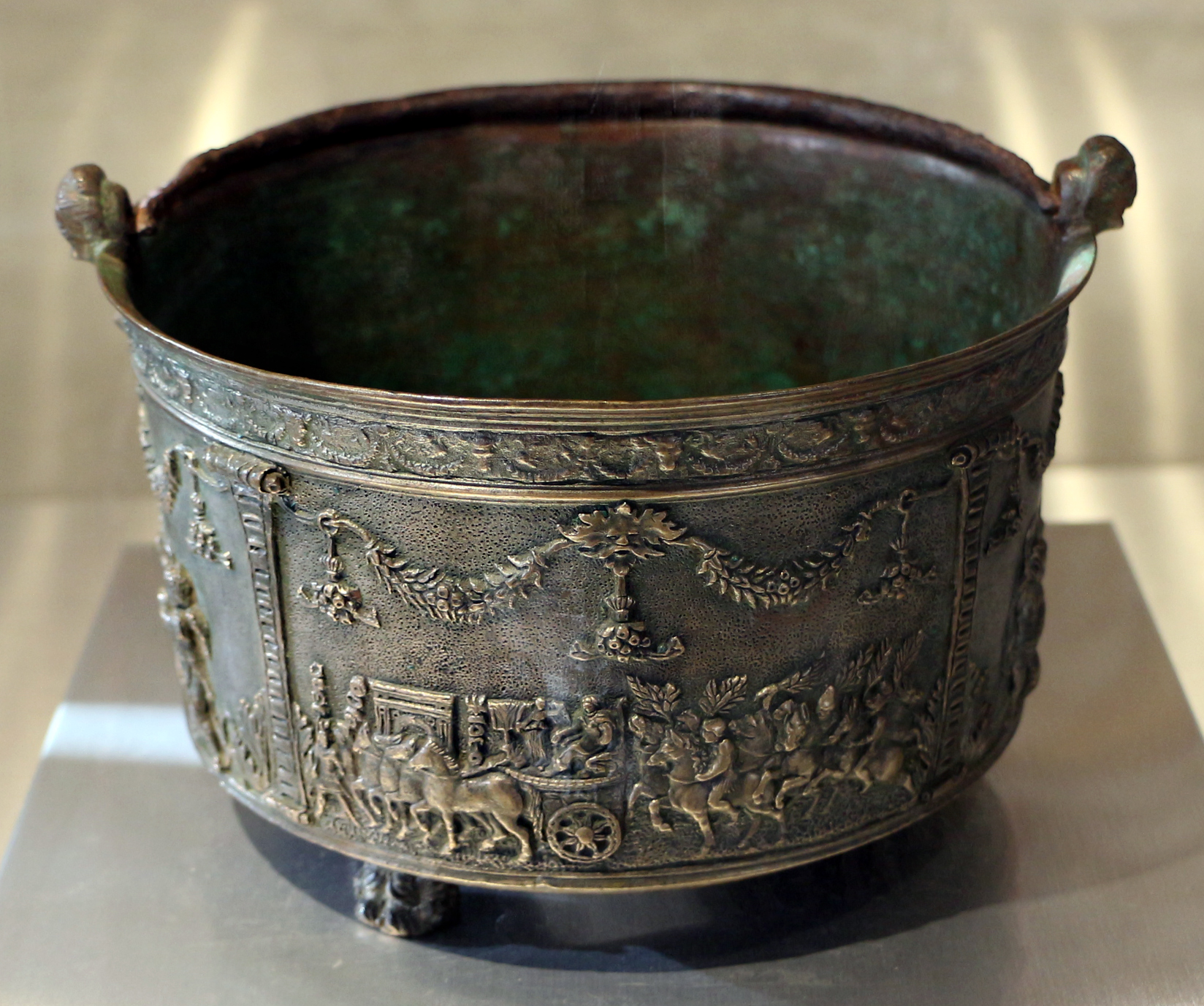
Secchiello bronzeo realizzato da Gian Girolamo e Vincenzo Grandi alla metà del XVI secolo, oggi conservato al Castello del Buonconsiglio a Trento

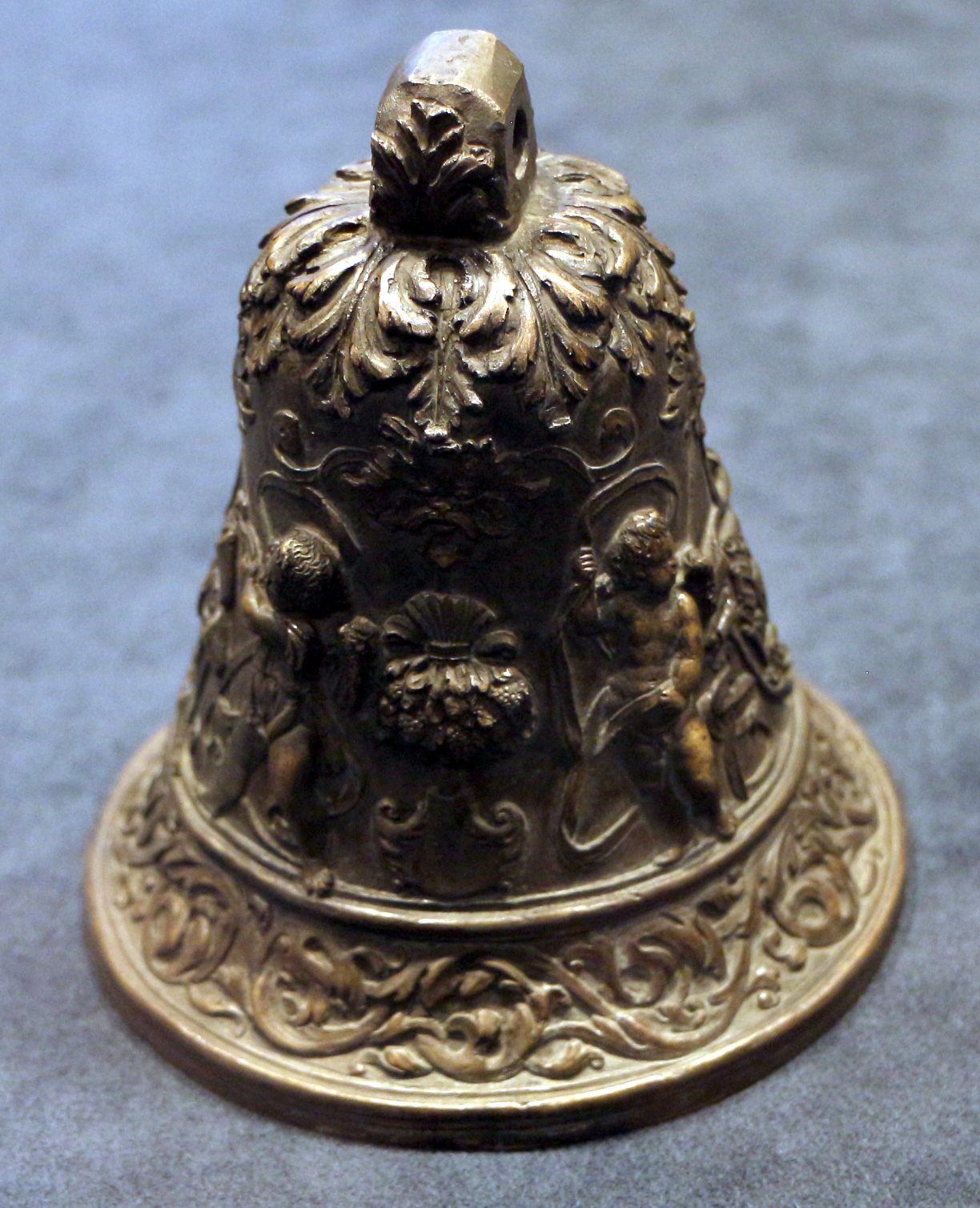
Campanella del cardinale Cristoforo Madruzzo, realizzato durante la prima metà del XVI secolo conservata a Trento presso il Museo Diocesano Tridentino

Figlio dello scultore Gian Matteo Grandi, fu sin dall'infanzia iniziato alla carriera paterna dimostrando significative capacità artistiche che gli consentirono ben presto di studiare e lavorare nella bottega dello zio paterno Vincenzo. Fu con lui che si recò a Trento nel 1532 per lavorare alle decorazioni degli interni del Castello del Buonconsiglio commissionate da Bernardo Clesio.
Durante il soggiorno trentino i due scultori lavorarono, dal 1534 al 1541, anche alla cantoria nella Chiesa di Santa Maria Maggiore commissionata dal facoltoso commerciante Antonio Ciurletti.
La mano di Gian Girolamo in questa opera è probabilmente da riconoscere nei tre busti presenti nella parte inferiore della cantoria che mostrano un linguaggio pienamente cinquecentesco e paragonabili alle opere di Jacopo Sansovino.
Verso la metà del XVI secolo, sempre a Trento, i due scultori realizzarono diversi oggetti in bronzo finemente decorati come i secchielli e il campanello da tavola conservati al Castello del Buonconsiglio e i due grandi candelabri collocati nel Duomo.
Altre opere di Gian Girolamo, in Trentino, sono il camino della sala delle imprese di Carlo V nel Palazzo delle Albere e le sculture alla sorgente di Belfonte di Villazzano.
Successivamente Gian Girolamo torna a Padova dove nel 1551 realizza un pastorale per le monache benedettine di Santo Stefano. Nello stesso anno vine incaricato di riparare i reliquiari nella Basilica di Sant'Antonio.